# HD 104438
HD 104438，又名BD+36 2230，SAO 62802、HR 4593，是一颗恒星，视星等为5.59，位于銀經169.73，銀緯76.17，其B1900.0坐标为赤經11h 56m 32.4s，赤緯+36° 76.17′ 4″。